# Gallions Reach (DLR)

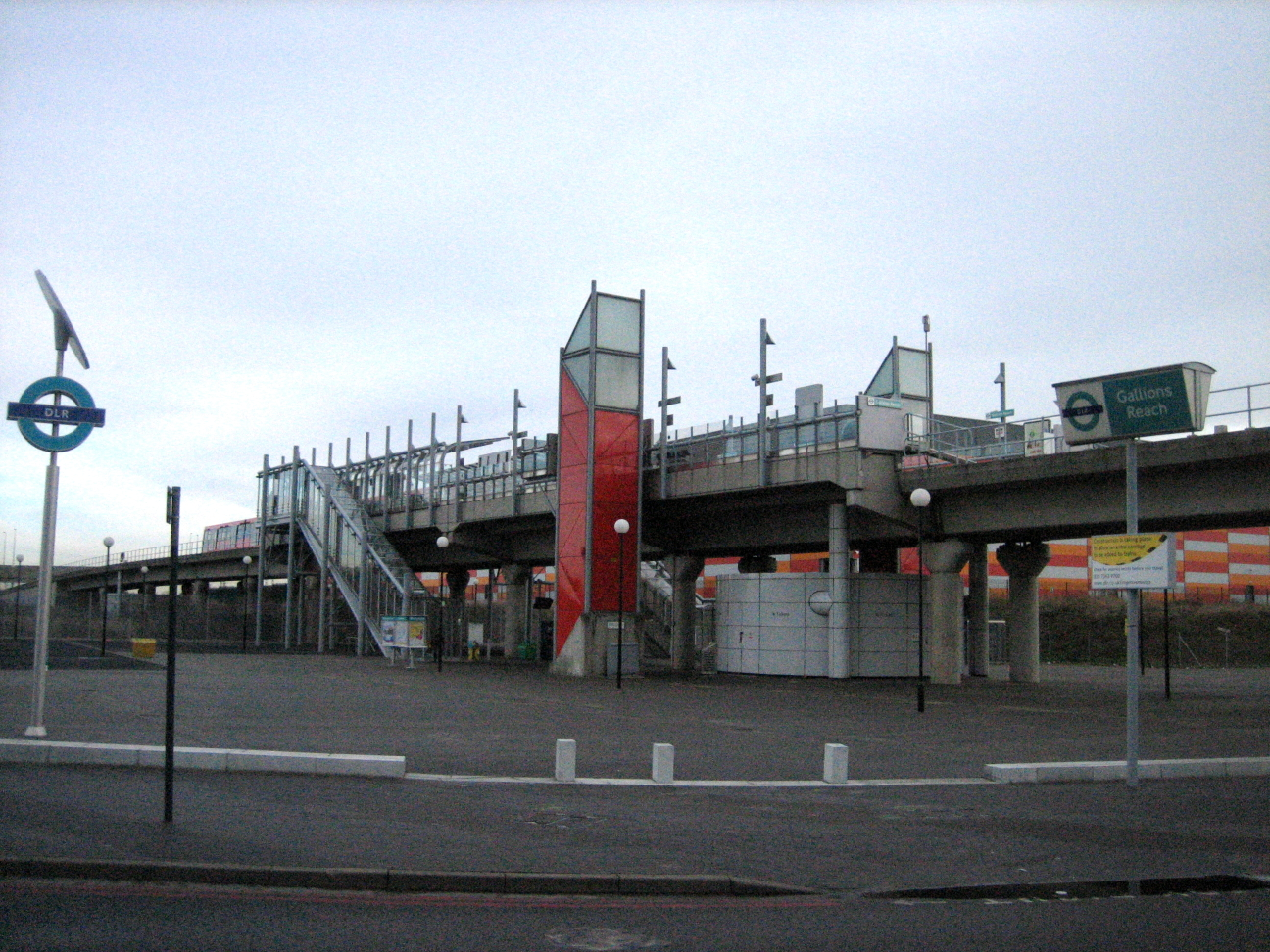
Station Gallions Reach

Gallions Reach ist eine Station der Docklands Light Railway (DLR) im Londoner Stadtbezirk London Borough of Newham. Sie liegt in der Travelcard-Tarifzone 3 an der Royal Docks Road im Stadtteil Beckton. Etwas weiter nördlich zweigt ein Gleis ab, das zu einem der beiden Depots der DLR führt.
Eröffnet wurde die Station am 28. März 1994, zusammen mit der Zweigstrecke in Richtung Beckton. Während der Hochblüte der Docklands befand sich fast am selben Standort ein Bahnhof namens Manor Way. Er war im Juli 1881 von der Eastern Counties and Thames Junction Railway erbaut worden, wurde 1886 um einige Dutzend Meter an einen neuen Standort versetzt und musste am 8. September 1940 aufgrund irreparabler Fliegerbomben-Schäden an der Strecke geschlossen werden.
Von Gallions Reach aus soll mittelfristig eine neue Strecke entlang der Themse zum Bahnhof Dagenham Dock führen. Dadurch soll das ehemalige Industriegelände Barking Reach erschlossen werden, das in ein neues Wohn- und Geschäftsgebiet umgewandelt wird. Die Eröffnung war ursprünglich für das Jahr 2017 vorgesehen, doch das Projekt wurde mittlerweile zurückgestellt.